# Лінія Гітлера

Карта оборонних рубежів Зимової лінії (на схемі лінія Гітлера виділена темно-оливковим пунктирним кольором)

Лі́нія Гі́тлера (нім. Hitler Linie) — додаткова оборонна лінія в системі німецьких фортифікаційних споруд під загальною назвою Зимова лінія в Центральній Італії в роки Другої світової війни.
«Лінія Гітлера» була побудована на відстані 5 — 15 км від основної лінії оборони — Лінії Густава й мала основними опорними пунктами фортифікаційні споруди, які спиралися на населенні пункти Акуїно та П'єдімонте.
На війська, які займали «Лінію Гітлера» покладалося завдання утримання оборони у випадку прориву військами союзників основного рубежу лінії Густава в районі Монте-Кассіно.
На початку травня 1944 Гітлер особисто наполіг на перейменуванні лінії, тому що хотів мінімізувати пропагандистський вплив, якщо лінію оборони буде прорвано.
24 травня 1944 лінію було прорвано військами 8-ї британської армії, а саме — передовими частинами 1-ї канадської піхотної та 5-ї канадської бронетанкової дивізіями за підтримки ІІ-го польського корпусу. 25 числа польські вояки захопили П'єдімонте і лінія оборони впала.